# جان ماري بيغارد
جان ماري بيغارد (بالفرنسية: Jean-Marie Bigard)‏ ( ولد في 17 مايو 1954) كوميدي وممثل فرنسي. اشتهر بروح الدعابة التي كانت مثيرة للجدل في كثير من الأحيان ، وقد أدى في بعض أكبر المرافق الترفيهية في فرنسا ، بما في ذلك فرنسا. بيغارد صديق مقرب للرئيس الفرنسي السابق نيكولا ساركوزي، الذي رافقه في زيارة رسمية للبابا بندكت السادس عشر في روما.

## آراء حول هجمات 11 سبتمبر
في سبتمبر 2008 ، ادعى بيغارد أن هجمات 11 سبتمبر على الولايات المتحدة قبل سبع سنوات كانت كذبة هائلة دبرتها الحكومة الأمريكية. وقال إنه متأكد تماما أن حكومة الولايات المتحدة قد أدارت الهجمات على المسرح.
وفي وقت لاحق، قال بيغارد في تصريح لوكالة فرانس برس إنه يريد الاعتذار للجميع. وقال أيضا: لن أتحدث مرة أخرى عن أحداث 11 سبتمبر. . . لن اعبر ابدا عن مزيد من الشكوك. لكنه توقف عن القول إنه قبل أن تعليقاته كانت غير صحيحة.
في يونيو 2009، نشر بيغارد العديد من مقاطع الفيديو على موقعه على الإنترنت حيث علق على الحساب الرسمي لهجمات 11 سبتمبر.
في 28 أكتوبر 2009، برفقة ماثيو كاسوفيتز، شارك بيغارد في برنامج تلفزيوني قال فيه إنه لا يوجد دليل على ذنب بن لادن في الهجمات، ولا أي صور (وإثبات) حول تحطم طائرة على البنتاغون.

## الروابط الخارجية
- جان ماري بيغارد على موقع IMDb (الإنجليزية)
- جان ماري بيغارد على موقع ألو سيني (الفرنسية)
- جان ماري بيغارد على موقع ميوزك برينز (الإنجليزية)
- جان ماري بيغارد على موقع أول موفي (الإنجليزية)
- جان ماري بيغارد على موقع ديسكوغز (الإنجليزية)
- جان ماري بيغارد على موقع قاعدة بيانات الفيلم (الإنجليزية)
- جان ماري بيغارد على موقع كينوبويسك (الروسية)
- الموقع الرسمي